# Egyházkarcsa
Egyházkarcsa (szlovákul Kostolné Kračany) község Szlovákiában, a Nagyszombati kerületben, a Dunaszerdahelyi járásban. A Karcsák falucsoport része. A köznyelvben Alsókarcsának is nevezik, ami összesen 6 falurészből áll. A nagyszombati főegyházmegyén belül a dunaszerdahelyi espereskerületbe tartozik.

## Fekvése
Dunaszerdahelytől 3 km-re délnyugatra fekszik. Egyházkarcsa közigazgatása alá tartozik további 5 falurész:
- Göncölkarcsa (szlovákul Kynceľove Kračany)
- Mórockarcsa (szlovákul Moravské Kračany)
- Pinkekarcsa (szlovákul Pinkove Kračany)
- Siposkarcsa (szlovákul Šipošovske Kračany)
- Amadékarcsa (szlovákul Amadeho Kračany)

## Története
A középkorban több kisebb falu állt a mai Egyházkarcsa helyén, melyek egy közös templomot építettek. A templom körül alakult ki a mai település, melyet 1215-ben Corcha néven említenek először. Első templomát 1249 előtt Szent Bertalan tiszteletére szentelték. 1262-ben Karcsai Remigius ispán, testvére Bott fiainak 41 hold szántóföldet, kúriát, halastavat és rétet enged át, melyek Szent Bertalan temploma mellett vannak. A 14. században Egyházaskarcha (1351), Remegkarcha (1355), Diákkarcha (1357), Barthalkarcha (1377) Lászlókarcha (1377) és Lucakarcha (1467) falvakból állt. 1561-ben a falu lakói reformátusok lettek, csak 1729-ben alapították újra katolikus egyházát. A 16–17. században a Somogyi család a falu kegyura. 1840-ben 62 lakosa volt.
Vályi András szerint "Egyház Karcsa. E’ Helységhez tizen egy hasonló nevezetű faluk vagynak Posony Vármegyében, ú. m. Amade Karcsa, Pinke Kartsa, Morótz Karcsa, Göntzöl Karcsa, Kultsár Karcsa, Etre Karcsa, Király fia Karcsa, Domárd Karcsa, Erdőhát Karcsa, Solymos Karcsa, földes Urai külömbféle Urak, a’ mint nevezetekből is ki tetszik, Sípos Karcsa, Kastély Karcsának is neveztetik régi formára épűlt kastéllyától; lakosai katolikusok, többnyire egymástól nem meszsze fekszenek, ’s határjaik is majd hasonló tulajdonságokkal bírnak."
Fényes Elek szerint "Karcsa (Egyház-), magyar falu, Pozsony vmegyében: 53 kath., 5 zsidó lak. Kath. paroch. templom."
A trianoni békeszerződésig Pozsony vármegye Dunaszerdahelyi járásához tartozott.

## Népessége
| Év:            | 1994. | 2004.    | 2014.   | 2024.    |
| -------------- | ----- | -------- | ------- | -------- |
| Emberek száma: | 1071  | 1222     | 1305    | 1494     |
| Eltérés:       |       | +14,09 % | +6,79 % | +14,48 % |

| Év:            | 2023. | 2024.   |
| -------------- | ----- | ------- |
| Emberek száma: | 1464  | 1494    |
| Eltérés:       |       | +2,04 % |

1910-ben 80, túlnyomórészt magyar anyanyelvű lakosa volt.
2011-ben 1254 lakosából 1111 magyar és 129 szlovák volt.
2021-ben 1419 lakosából 1235 (+26) magyar, 162 (+10) szlovák, (+4) ruszin, 7 (+1) egyéb és 15 ismeretlen nemzetiségű volt.

## Neves személyek
- Amadékarcsán született Simon László (1934–1987) tanár, pedagógus[6]
- Itt született 1948-ban Almási Róbert festőművész, grafikus
- Itt szolgált Alapy János (1720 körül – 1778) nagyváradi prépost-kanonok, dulcignói címzetes püspök és a Hétszemélyes Tábla bírája.
- Itt szolgált Csergeő Flóris (1823-1879) katolikus pap, nyelvész, költő.

## Nevezetességei

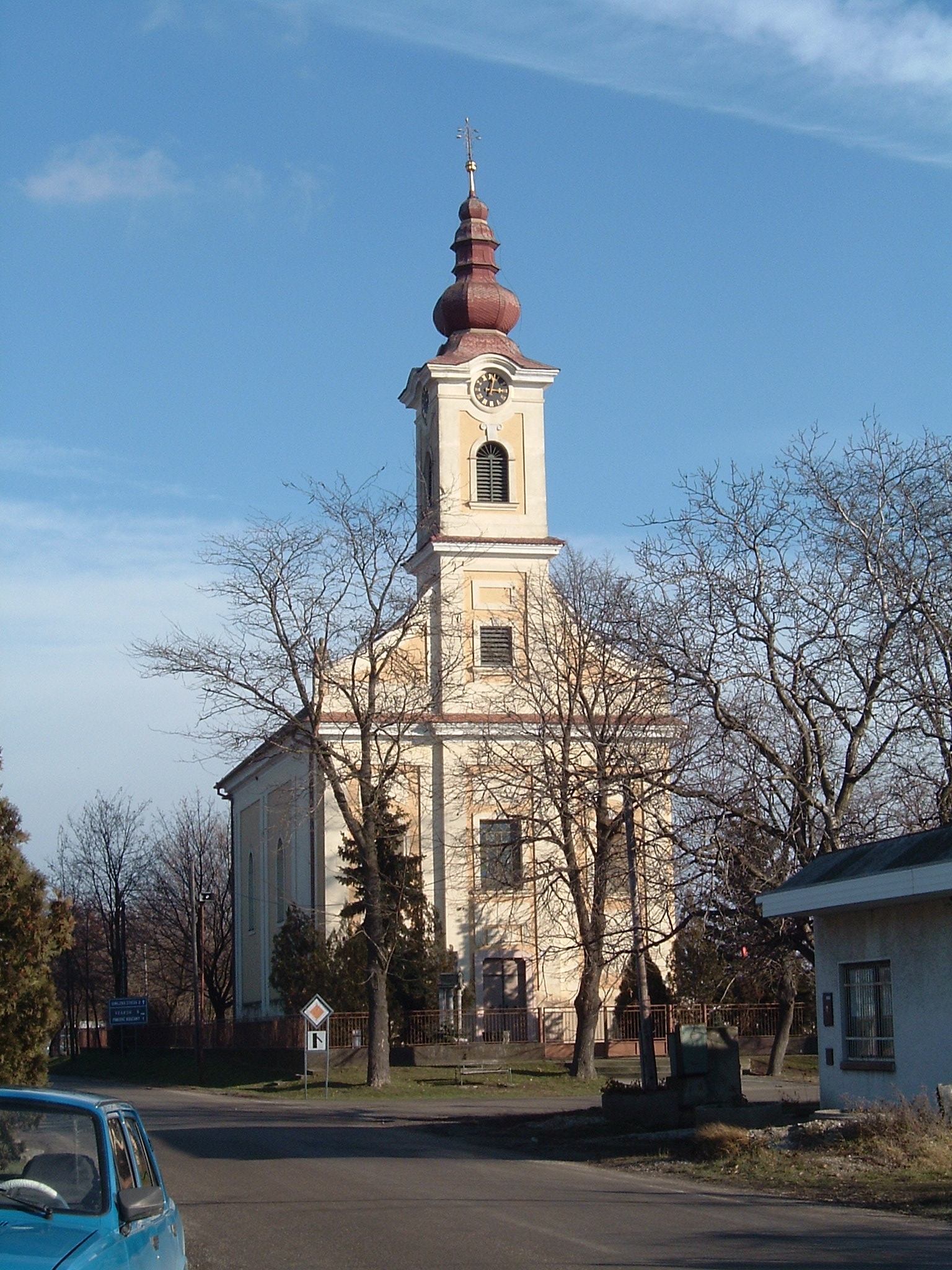
Az egyházkarcsai templom

- Szent Bertalan tiszteletére szentelt római katolikus temploma 1249-ben már állt. 1738-ban bővítették, majd 1820-ban a rossz állapotú templomot klasszicista stílusban teljesen újjáépítették. 1968-ban és 1991-ben renoválták.
- A falu határában, a 63-as út mellett, egy 24-hektáros ipari park épül.